# Elemento (insiemistica)
In matematica, un elemento è un oggetto contenuto in un insieme (o più in generale in una classe). Il fatto che x è un elemento dell'insieme A si indica con la scrittura "x ∈ A".
Gli elementi possono a loro volta essere insiemi, come ad esempio nell'insieme B={1,2,{3,4}} che ha come elementi i numeri 1 e 2 e l'insieme {3,4}. Gruppi di elementi possono formare un sottoinsieme. L'inclusione di un insieme A in B come sottoinsieme non va confusa con l'inclusione di A in B come elemento. Nell'esempio considerato prima A={1,2} è sottoinsieme di B ma non elemento mentre {3,4} è elemento di B ma non sottoinsieme.
Il termine elemento può essere riferito anche ad una entrata ai j di una matrice A o di un vettore.